# Teresa Fantou
Teresa Fantou (ur. 29 lipca 1747 w Miniac-Morvan, zm. 26 czerwca 1794 w Cambrai) – francuska szarytka, ofiara rewolucji francuskiej, błogosławiona Kościoła katolickiego.

## Życiorys

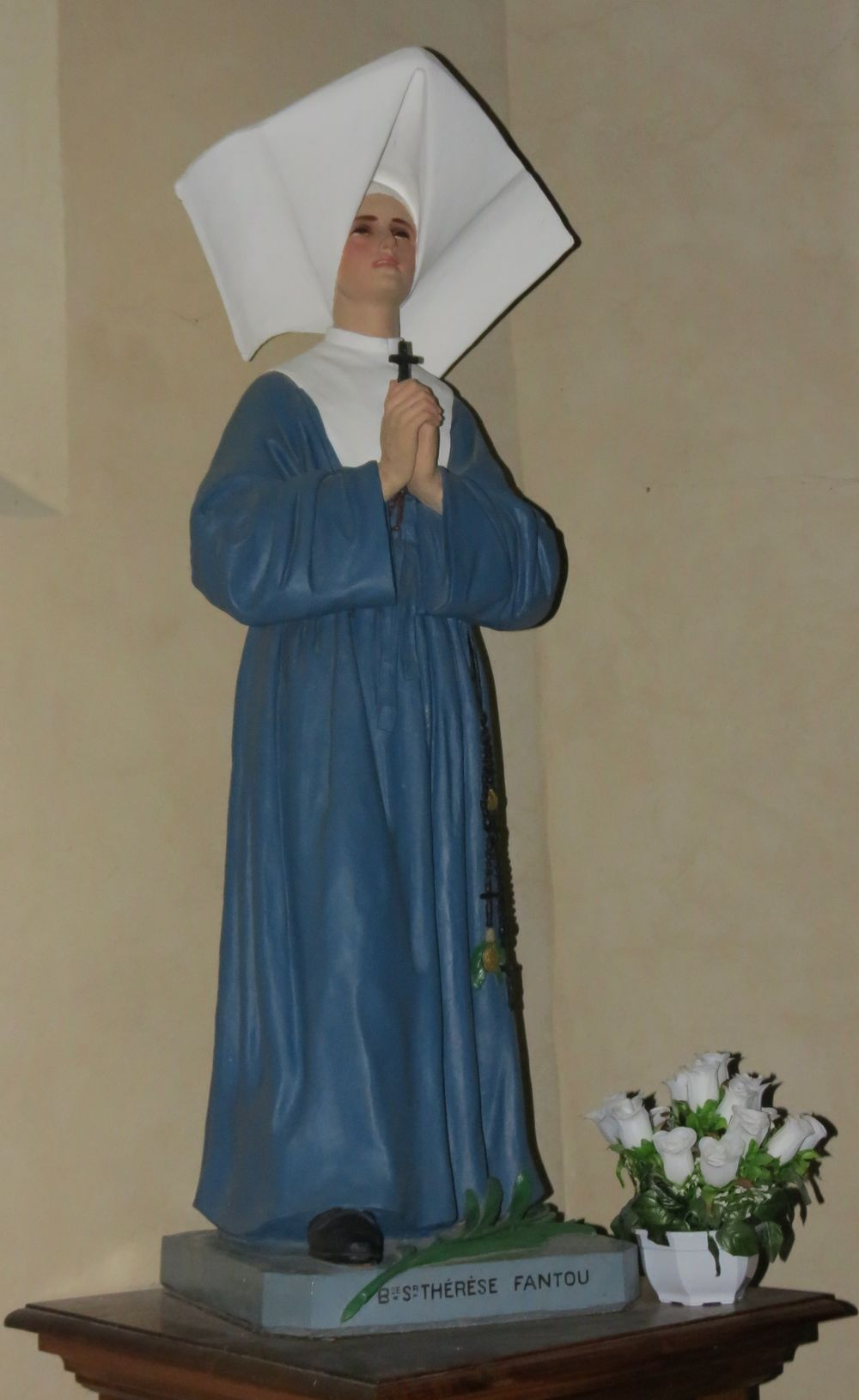
Statua Matki Teresa Fantou w kościele Miniac-Morvan (France)

Urodziła się 29 lipca 1747 roku. Mając 24 lata, wstąpiła do zgromadzenia Sióstr Miłosierdzia św. Wincentego z Paulo. Została aresztowana podczas rewolucji francuskiej i w dniu 26 czerwca 1794 roku stracona przez ścięcie toporem.
Beatyfikował ją papież Benedykt XV 13 czerwca 1920 roku razem z 3 męczennicami z tego samego zgromadzenia (Marią Magdaleną Fontaine, Marią Franciszką Lanel i Joanną Gérard).